# Husby Herred
Husby Herred (tysk Husbyharde) er et herred i det nordvestlige Angel syd for den dansk-tyske grænse. Hovedbyen er Husby. Købstaden Flensborg ligger delvis i Husby Herred. Herredet omfattede ud over dele af den nuværende Flensborg Kommune sognene Husby, Hyrup, Adelby, Rylskov og Grumtoft og oprindelig også Munkbrarup.
Husby Herred hørte i middelalderen til Istedsyssel. Husby Herred omtales i Kong Valdemars Jordebog fra 1231. Senere kom det til Flensborg Amt. Området ligger nu i Slesvig-Flensborg amt i delstaten Slesvig-Holsten (Sydslesvig). Halvøen Angel var i middelalderen inddelt i fem herreder. Tinget blev holdt ved Sankt Vincentus Kirken i Husby. Byen var sandsynligvis en dansk kongsgård.
Herredets våbenbillede er et træhus med to korsblomster.
I herredet ligger følgende sogne eller dele af sogne:
- Adelby Sogn
- Husby Sogn
- Hyrup Sogn
- Rylskov Sogn
- en større del af Grumtoft Sogn